# Vellacher Egel
Vellacher Egel – szczyt w Alpach Gailtalskich, w Alpach Wschodnich. Leży w Austrii, w Karyntii. Sąsiaduje z Spitzegel. Wznosi się ok. 1500 m nad jezioro Pressegger See.